# Одинак п'яниця
«Одинак-п'яниця» (англ. The Drinker) картина побутового жанру пензля голландського художника 17 століття Яна Стена. Зберігається у США.

## Таємниці Яна Стена
Ми знаємо про художника не все. Художник не мав власного біографа чи особи, зацікавленої в збереженні відомостей про майстра. Тому точної дати народження Яна ми не маємо, а рік народження умовно взато за 1626 -й. Походить з ремісничого середовища.
Щось довго утримувало художника подалі від рідного міста. І декілька років він провів в навчанні та у мандрах по містам Голландії. Жив і працював у Утрехті, у Гаазі, у Гарлемі. Серед його вчителів — Ніколаус Кнюпфер у місті Утрехт, а також пейзажист Ян ван Гойєн. І хоча художник звертався до різних жанрів (портрет, пейзаж, релігійна картина), найбільш повно хист художника розкрився в побутовому жанрі.
Дослідники вважають, що митець бачив і вивчав твори Адріана ван Остаде (1610—1685). Вони могли зустрічатися у місті Гарлем, де обидва працювали. На цей висновок наводять схожі композиції декількох картин митців з малою кількістю персонажів і схожим настроем спустошеності особи і її покинутістю.

## Опис твору
На невеличкому полотні подано куточок корчми з завісою. За нею власниця торгується з черговим покупцем. Ближче до глядача грубий стіл бідного закладу і два відвідувачі. Про дешевизну закладу свідчать грубі меблі і мотлох на підлозі, який ніхто не попіклувався прибрати. Хтось в червоному капелюсі заглибився в читання, сидячи на звичайній порожній діжці. Ближче до глядача — літня людина в бідному одязі з чаркою міцного напою. П'яничка один, сумний і покинутий, а на обличчі — прихований відчай людини, що зазнала поразки. Його покинутість підкреслена байдужістю до нього як власниці закладу, так і відвідувача з друкованим папером в руках.
Ян Стен мало цікавився «серйозними» жанрами, хоча створив декілька релігійних образів. Але надавав перевагу жартам, комедіям, байкам. Серед тих, хто наближений до літератури на його картинах, нема поважних істориків чи прихильників «серйозних» жанрів. Після прочитаної байки чи жартівливого твору слухачі крізь регіт тягнуть «літератора» до келиха з вином чи пивом. В останній картині — художник покинув зубоскальство і навіть поряд не подав приятелів напідпитку чи жартуючих персонажів. Картина — покажчик, що Ян Стен міг теж писати картини різні за наповненням і забарвленням, але надав перевагу гумору, який допомагав долати недоліки оточення і не втрачати надію на краще.